# If You Love Me, Baby
«If You Love Me, Baby», también conocido como Take Out Some Insurance on Me, Baby (If You Love Me, Baby) o en muchos discos simplemente como Take Out Some Insurance on Me Baby es una canción escrita por C. Singleton y W. Hall.

## Versión de Tony Sheridan y The Beatles
Estaba cubierto por Tony Sheridan y  The Beat Brothers (The Beatles). Fue grabado en Hamburgo, mientras que The Beatles tocaban en el Top Ten Club. Fue producido por Polydor Records por Bert Kaempfert. Apareció en el álbum The Beatles' First (Polydor Records Ltd, Reino Unido 236,201.), que fue lanzado por primera vez en Alemania en 1962 (en el álbum My Bonnie) y luego se vio en el relanzamiento en Inglaterra en 1967.

## Detalles de la versión

### Sencillos
En 1959, Jimmy Reed lanzó 'Take Out Some Insurance', la primera versión notable de esta canción.
- Ain't She Sweet / If You Love Me, Baby (Take Out Some Insurance on Me, Baby) - publicado 29 de mayo de 1964 (Polydor NH 52-317) en  Reino Unido.
- Sweet Georgia Brown / Take Out Some Insurance on Me, Baby (If You Love Me, Baby) - Lanzado el 1 de junio de 1964 (Atco 63102) en EE. UU.

### Álbumes
- The Beatles' First, publicado el 4 de agosto de 1967 en el Reino Unido.
- In the Beginning (Circa 1960), publicado el 4 de mayo de 1970 en la EE. UU.
- Very Together, publicada en octubre de 1969 en Canadá.

## Personal
- Tony Sheridan – Voz principal
- John Lennon – Guitarra rítmica
- Paul McCartney – Guitarra rítmica
- George Harrison – Guitarra Principal
- Pete Best – Batería
- Stuart Sutcliffe – Bajo
- Karl Hinze – Ingeniero
- Bert Kaempfert – Productor

- Datos: Q3208116